# 大友孝徳
大友 孝徳（おおとも たかのり、1962年7月17日 - ）は日本の政治家、経営者。由利本荘市議会議員（１期目）。

## 人物
本名は大友 孝徳（読み同じ、政治家としては本名名義）。秋田県本荘市（現：由利本荘市）出身。18歳で上京し、32歳でアパレル系の企画会社を経営。廃業後の2017年、37年ぶりに帰郷。その後、2018年5月に自己破産し、大友商店の屋号で再スタートを切る。大友商店では、「鳥海山麓ごっつぉ蕎麦」や秋田県の物産を扱うECサイトを開設。
大友商店に加え、「ゆりぷらざ」や「自由食堂」を次々と開業させ、子供たちのために子ども食堂も開業している。
また本荘駅前市場で「昼市」「夜市」「さいかい市」などを開催し、地域の賑わいに努めている。
2020年6月に、阿部十全、松本学らとともに「由利本荘市民議会」を設立し、市民議会議長を務める。
2021年4月には「有言実行」をスローガンに由利本荘市議会議員補欠選挙（定数２－４）に挑むも、9,621票で落選。
同年10月の由利本荘市議会議員選挙（定数２２ー２６）では、937票を獲得し当選。現在は由利本荘市議会議員。
2022年12月には、由利本荘警察署や公安委員会と掛け合い、羽後本荘駅の駅前通りを全面駐車可能にした。周辺住民からは、その利便性と本荘駅前商店街の賑わいを取り戻すと喜ばれた。